# Ophellas

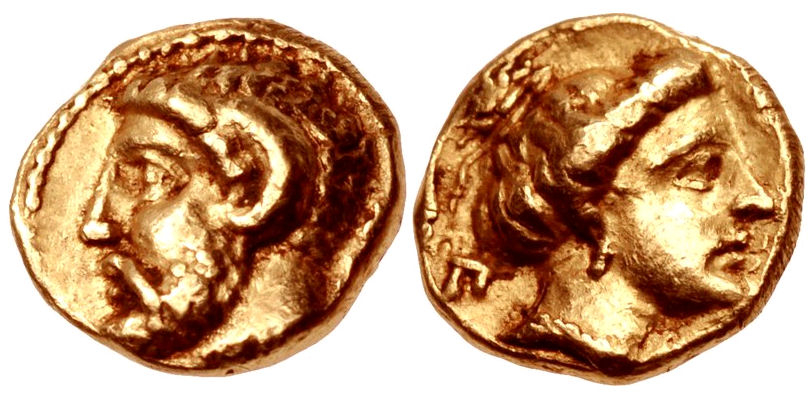
Ophellas 2. uralkodási idején készült érme.

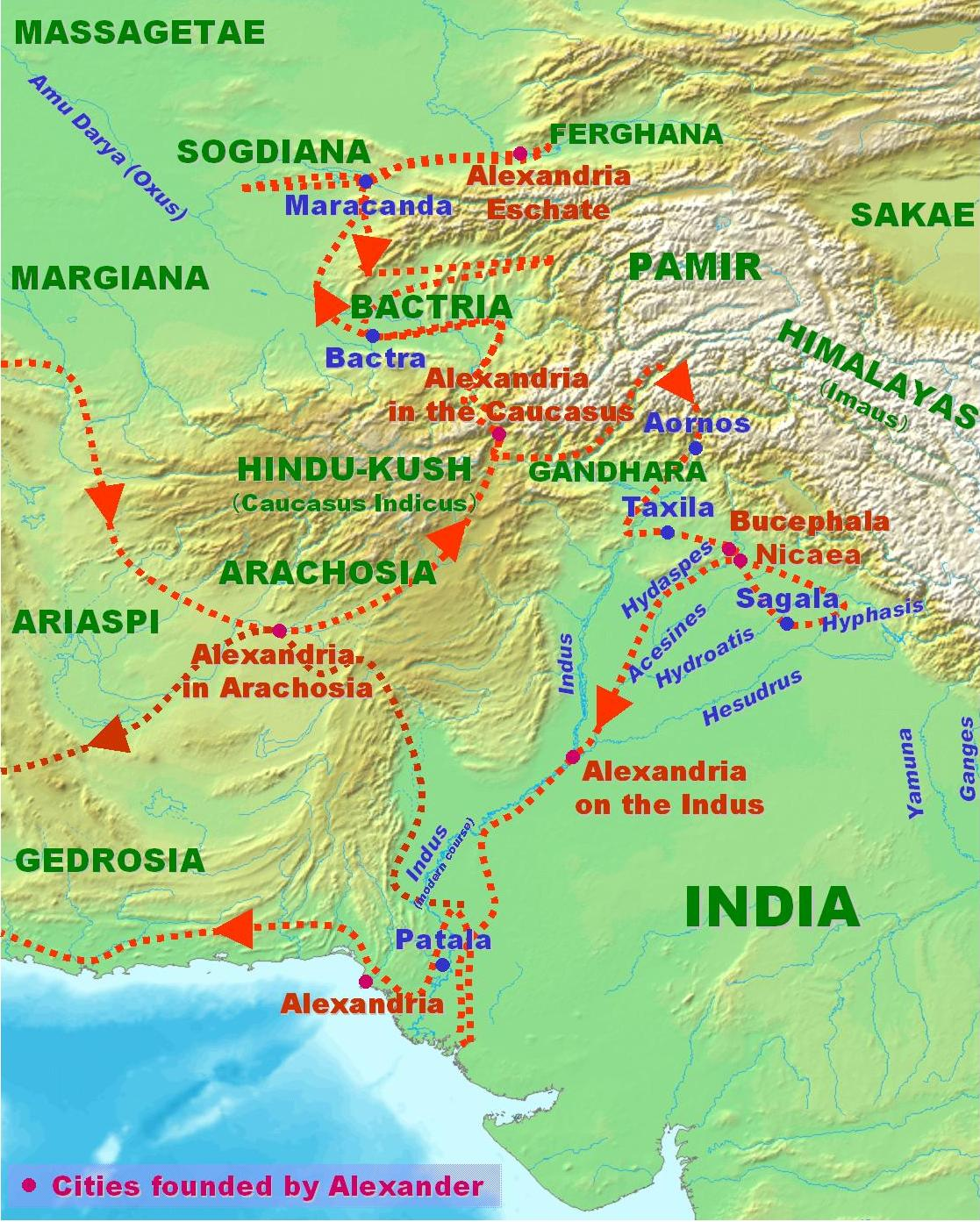
Ophellas Nagy Sándor flottájának tagja volt, aki I. e. 326-ban hajózott le az Induson

Ophellas, görög nyelven Οϕελλας, (Pella, ? – Karthágó, i. e. 308) Silenus fia Pellából. Nagy Sándor indusi hajóhadának egyik parancsnokává nevezte ki, majd Ptolemaiosz vezére lett, később pedig Agathoklész szürakuszai türannosz szövetségese lett.

## Élete
Ophellas I. e. 322-ben Nagy Sándor vezéreként meghódította Kürénét, amelynek aztán őt nevezték ki helytartójának is, ahol nagy hatalomra tett szert. I. e. 313-ban a Küréneiek fellázadtak ellene, és várában körülzárták, ahonnan csak az Egyiptomból jövő segítség által szabadulhatott ki. Nagy Sándor halála után I. Ptolemaiosz mellé állt, aki I. e. 322-ben egy jelentős sereg élére állította a Kürénében kitört polgárháború legyőzésére. Hatalmának megtörésére azonban Ptolemaiosznak nem maradt ideje. 
Ophellas mint Küréné uralkodója I. e. 308-ban szövetségre lépett Agathoklész szürakuszai türannosszal,aki valószínűleg hasznos szövetségest látott benne a karthágóiak elleni háborúban és hogy megnyerje őt, megígérte, hogy átengedi neki az egyesített erőik által Afrikában szerzett hódításaikat, magának pedig csak Szicília birtokát tartja fenn. Ophellas Agathoklész segítségére sietett az Afrika földjén a Karthágóiak ellen viselt háborúban;  több mint tízezer harcosból álló hatalmas hadsereget gyűjtött össze az elégedetlen polgárok közül, egyúttal magával vitt sok görög gyarmatost is, azzal a szándékkal, hogy miután neki ígérték az összes afrikai hódítást, a gyarmatosokat majd ott Szicíliában letelepítse. Több mint két hónapig tartó fáradságos és veszedelmes menetelés után érte el végül a karthágói területeket, Agathoklész barátként fogadta, a két sereg egymás közelében ütött tábort, de rövid idő múltán Agathoklész elárulta új szövetségesét, megtámadta a küréneiek táborát, és magát Ophellast is megölte. A vezér nélkül maradt kürénéi csapatok végül átálltak Agathoklészhez.